# تحويطة النهر
تحويطة النهر هي إحدى القرى اللبنانية من قرى قضاء بعبدا في محافظة جبل لبنان.